# Storbritannien i olympiska sommarspelen 2024
Storbritannien (formellt Förenade konungariket Storbritannien och Nordirland ) genom British Olympic Association (BOA) som representerar Storbritannien, deltog i olympiska sommarspelen 2024 i Paris från 26 juli till 11 augusti 2024. Brittiska idrottare har deltagit i alla olympiska sommarspelen i modern tid, tillsammans med Australien, Frankrike, Grekland och Schweiz.

## Administrering
Den 17 mars 2022 meddelade British Olympic Association att Mark England skulle bli chef de mission i Paris, efter hans framgång i rollen vid de två tidigare spelen i Rio de Janeiro och Tokyo, där Storbritannien vann 67 respektive 64 medaljer. Det brttiska olympiska laget Team GB satte upp som mål att vinna mellan 50 och 70 medaljer i Paris.

## Medaljörer
| Medalj    | Namn | Sport          | Gren                               | Datum           |
| --------- | --- | -------------- | ---------------------------------- | --------------- |
| Guld      | Ros Canter Laura Collett Tom McEwen                                                                                                  | Ridsport       | Lagtävling i fälttävlan            | 29 juli 2024    |
| Guld      | Tom Pidcock | Cykling        | Herrarnas mountainbike terränglopp | 29 juli 2024    |
| Guld      | Nathan Hales | Skytte         | Herrarnas Trap                     | 30 juli 2024    |
| Guld      | Matt Richards Duncan Scott Tom Dean James Guy Kieran Bird Jack McMillan                                                              | Simning        | Herrarnas 4 × 200 m frisim         | 30 juli 2024    |
| Guld      | Alex Yee | Triathlon      | Herrarnas triathlon                | 31 juli 2024    |
| Guld      | Lauren Henry Hannah Scott Lola Anderson Georgina Brayshaw                                                                            | Rodd           | Damernas scullerfyra               | 31 juli 2024    |
| Guld      | Emily Craig Imogen Grant | Rodd           | Damernas lättvikts-dubbelsculler   | 2 augusti 2024  |
| Guld      | Bryony Page | Gymnastik      | Damernas trampolin                 | 2 augusti 2024  |
| Guld      | Scott Brash Ben Maher Harry Charles                                                                                                  | Ridsport       | Lagtävling i hoppning              | 2 augusti 2024  |
| Guld      | Sholto Carnegie Rory Gibbs Morgan Bolding Jacob Dawson Charles Elwes Thomas Digby James Rudkin Thomas Ford Harry Brightmore (cox)    | Rodd           | Herrarnas åtta med styrman         | 3 augusti 2024  |
| Guld      | Sophie Capewell Emma Finucane Katy Marchant                                                                                          | Cykling        | Damernas lagsprint                 | 5 augusti 2024  |
| Guld      | Keely Hodgkinson | Friidrott      | Damernas 800 m                     | 5 augusti 2024  |
| Guld      | Ellie Aldridge | Segling        | Damernas kite                      | 8 augusti 2024  |
| Guld      | Toby Roberts | Sportklättring | Herrarnas kombination              | 9 augusti 2024  |
| Silver    | Anna Henderson | Cykling        | Damernas tempolopp                 | 27 juli 2024    |
| Silver    | Adam Peaty | Simning        | Herrarnas 100 m bröstsim           | 28 juli 2024    |
| Silver    | Tom Daley Noah Williams | Simhopp        | Herrarnas parhoppning i höga hopp  | 29 juli 2024    |
| Silver    | Adam Burgess | Kanotsport     | Herrarnas C-1 i slalom             | 29 juli 2024    |
| Silver    | Matthew Richards | Simning        | Herrarnas 200 m frisim             | 29 juli 2024    |
| Silver    | Kieran Reilly | Cykling        | Herrarnas BMX freestyle i BMX      | 31 juli 2024    |
| Silver    | Helen Glover Esme Booth Samantha Redgrave Rebecca Shorten                                                                            | Rodd           | Damernas fyra                      | 1 augusti 2024  |
| Silver    | Oliver Wynne-Griffith Thomas George                                                                                                  | Rodd           | Herrarnas tvåa                     | 2 augusti 2024  |
| Silver    | Ben Proud | Simning        | Herrarnas 50 m frisim              | 2 augusti 2024  |
| Silver    | Duncan Scott | Simning        | Herrarnas 200 m medley             | 2 augusti 2024  |
| Silver    | Amber Rutter | Skytte         | Damernas skeet                     | 4 Augusti 2024  |
| Silver    | Tommy Fleetwood | Golf           | Herrarnas individuella             | 4 augusti 2024  |
| Silver    | Joe Clarke | Kanotsport     | Herrarnas kajakcross i slalom      | 5 augusti 2024  |
| Silver    | Jack Carlin Ed Lowe Hamish Turnbull                                                                                                  | Cykling        | Herrarnas lagsprint                | 6 augusti 2024  |
| Silver    | Josh Kerr | Friidrott      | Herrarnas 1500 m                   | 6 augusti 2024  |
| Silver    | Matthew Hudson-Smith | Friidrott      | Herrarnas 400 m                    | 7 augusti 2024  |
| Silver    | Ethan Hayter Daniel Bigham Ethan Vernon Charlie Tanfield Oliver Wood                                                                 | Cykling        | Herrarnas lagförföljelse           | 7 augusti 2024  |
| Silver    | Elinor Barker Neah Evans | Cykling        | Damernas madison                   | 9 augusti 2024  |
| Silver    | Dina Asher-Smith Desirèe Henry (h) Amy Hunt Imani-Lara Lansiquot Daryll Neita Bianca Williams (h)                                    | Friidrott      | Damernas 4 × 100 m                 | 9 augusti 2024  |
| Silver    | Katarina Johnson-Thompson | Friidrott      | Damernas sjukamp                   | 9 augusti 2024  |
| Silver    | Kate Shortman Isabelle Thorpe | Konstsim       | Damernas duett                     | 10 augusti 2024 |
| Silver    | Caden Cunningham | Taekwondo      | Herrarnas +80 kg                   | 10 augusti 2024 |
| Brons     | Yasmin Harper Scarlett Mew Jensen | Simhopp        | Damernas parhoppning i svikthopp   | 27 juli 2024    |
| Brons     | Kimberley Woods | Kanotsport     | Damernas K-1 i slalom              | 28 juli 2024    |
| Brons     | Laura Collett | Ridsport       | Individuell dressyr                | 29 juli 2024    |
| Brons     | Beth Potter | Triathlon      | Damernas triathlon                 | 31 juli 2024    |
| Brons     | Andrea Spendolini-Sirieix Lois Toulson                                                                                               | Simhopp        | Damernas parhoppning i höga hopp   | 31 juli 2024    |
| Brons     | Becky Wilde Mathilda Hodgkins-Byrne                                                                                                  | Rodd           | Damernas doubbelsculler            | 1 augusti 2024  |
| Brons     | Oliver Wilkes David Ambler Matthew Aldridge Freddie Davidson                                                                         | Rodd           | Herrarnas fyra utan styrman        | 1 augusti 2024  |
| Brons     | Anthony Harding Jack Laugher | Simhopp        | Herrarnas parhoppning i svikthopp  | 2 augusti 2024  |
| Brons     | Heidi Long Rowan McKellar Holly Dunford Emily Ford Lauren Irwin Eve Stewart Harriet Taylor Annie Campbell-Orde Henry Fieldman        | Rodd           | Damernas åtta med styrman          | 3 augusti 2024  |
| Brons     | Emma Wilson | Segling        | Damernas IQFoil                    | 3 augusti 2024  |
| Brons     | Charlotte Fry Carl Hester Becky Moody                                                                                                | Ridsport       | Lagtävling i dressyr               | 3 augusti 2024  |
| Brons     | Jake Jarman | Gymnastik      | Herrarnas fristående               | 3 augusti 2024  |
| Brons     | Sam Reardon Laviai Nielsen Alex Haydock-Wilson Amber Anning Nicole Yeargin (h)                                                       | Friidrott      | Mixed 4 x 400 m stafett            | 3 augusti 2024  |
| Brons     | Charlotte Fry | Ridsport       | Individuell dressyr                | 4 augusti 2024  |
| Brons     | Harry Hepworth | Gymnastik      | Herrarnas hopp                     | 4 augusti 2024  |
| Brons     | Alex Yee Georgia Taylor-Brown Sam Dickinson Beth Potter                                                                              | Triathlon      | Mixstafett triathlon               | 5 augusti 2024  |
| Brons     | Kimberley Woods | Kanotsport     | Damernas K-1 i slalom              | 5 augusti 2024  |
| Brons     | Sky Brown | Skateboard     | Damernas park                      | 6 augusti 2024  |
| Brons     | Lewis Richardson | Boxning        | Herrarnas weltervikt               | 6 augusti 2024  |
| Brons     | Elinor Barker Josie Knight Anna Morris Jessica Roberts                                                                               | Cykling        | Damernas lagförföljelse            | 7 augusti 2024  |
| Brons     | Emma Finucane | Cykling        | Damernas sprint                    | 8 augusti 2024  |
| Brons     | Jeremiah Azu Louie Hinchliffe Zharnel Hughes Richard Kilty (h) Nethaneel Mitchell-Blake                                              | Friidrott      | Herrarnas 4 × 100 m stafett        | 9 augusti 2024  |
| Brons     | Jack Carlin | Cykling        | Herrarnas sprint                   | 9 augusti 2024  |
| Brons     | Noah Williams | Simhopp        | Herrarnas höga hopp                | 10 augusti 2024 |
| Brons     | Georgia Bell | Friidrott      | Damernas 1500 m                    | 10 augusti 2024 |
| Brons     | Lewis Davey Charlie Dobson Toby Harries (h) Alex Haydock-Wilson Matthew Hudson-Smith Sam Reardon (h)                                 | Friidrott      | Herrarnas 4 × 400 m stafett        | 10 augusti 2024 |
| Brons     | Amber Anning Yemi Mary John (h) Hannah Kelly (h) Laviai Nielsen Lina Nielsen (h) Victoria Ohuruogu Jodie Williams (h) Nicole Yeargin | Friidrott      | Damernas 4 × 400 m stafett         | 10 augusti 2024 |
| Brons     | Emma Finucane | Cykling        | Damernas sprint                    | 11 augusti 2024 |
| Brons     | Emily Campbell | Tyngdlyftning  | Damernas +81 kg                    | 11 augusti 2024 |
| Referens: | |                |                                    |                 |

### Medaljer i olika sporter
| Sport          | 1  | 2  | 3  | Totalt |
| Rodd           | 3  | 2  | 3  | 8      |
| Cykling        | 2  | 5  | 4  | 11     |
| Ridsport       | 2  | 0  | 3  | 5      |
| Friidrott      | 1  | 4  | 5  | 10     |
| Simning        | 1  | 4  | 0  | 5      |
| Skytte         | 1  | 1  | 0  | 2      |
| Gymnastik      | 1  | 0  | 2  | 3      |
| Triathlon      | 1  | 0  | 2  | 3      |
| Segling        | 1  | 0  | 1  | 2      |
| Sportklättring | 1  | 0  | 0  | 1      |
| Kanotsport     | 0  | 2  | 2  | 4      |
| Simhopp        | 0  | 1  | 4  | 5      |
| Konstsim       | 0  | 1  | 0  | 1      |
| Golf           | 0  | 1  | 0  | 1      |
| Taekwondo      | 0  | 1  | 0  | 1      |
| Boxning        | 0  | 0  | 1  | 1      |
| Skateboard     | 0  | 0  | 1  | 1      |
| Tyngdlyftning  | 0  | 0  | 1  | 1      |
| Totalt         | 14 | 22 | 29 | 65     |

## Tävlande
Lista på antalet tävlande i olika sporter:
| Sport          | Damer | Herrar | Totalt |
| -------------- | ----- | ------ | ------ |
| Badminton      | 1     | 2      | 3      |
| Bordtennis     | 1     | 1      | 2      |
| Boxning        | 3     | 3      | 6      |
| Bågskytte      | 3     | 3      | 6      |
| Cykling        | 15    | 15     | 30     |
| Friidrott      | 34    | 29     | 63     |
| Golf           | 2     | 2      | 4      |
| Gymnastik      | 7     | 6      | 13     |
| Judo           | 5     | 0      | 5      |
| Kanotsport     | 2     | 2      | 4      |
| Konstsimning   | 2     | 0      | 2      |
| Landhockey     | 16    | 16     | 32     |
| Modern femkamp | 2     | 2      | 4      |
| Ridsport       | 5     | 4      | 9      |
| Rodd           | 22    | 20     | 42     |
| Sjumannarugby  | 12    | 0      | 12     |
| Segling        | 7     | 7      | 14     |
| Simhopp        | 5     | 6      | 11     |
| Simning        | 14    | 19     | 33     |
| Skateboard     | 2     | 1      | 3      |
| Skytte         | 3     | 3      | 6      |
| Sportklättring | 2     | 2      | 4      |
| Taekwondo      | 2     | 2      | 4      |
| Tennis         | 2     | 6      | 8      |
| Triathlon      | 3     | 2      | 5      |
| Tyngdlyfting   | 1     | 0      | 1      |
| Totalt         | 174   | 153    | 327    |

## Ridsport
Storbritannien kommer att deltaga med en hel trupp av ryttare i vardera dressyr-, fälttävlan- och hopptävlingarna. Storbritannien kvalificerade sina lag i hoppning och dressyr genom en bronsplacering respektive en silverplacering i lag vid Ryttar-VM 2022 i Herning, Danmark och laget i fälttävlan genom fjärdeplaceringen i lag VM i Pratoni del Vivaro, Italien.    Laget namngavs den 26 juni 2024.  En medlem i varje disciplin kommer att fungera som resande reserv. För dressyr är det Becky Moody som har valts ut som resande reserv, medan Joe Stockdale är namngiven för hoppning och Tom McEwen för fälttävlan.    Carl Hester kommer att bli den andra brittiska idrottaren att tävla vid sju olympiska spel efter ryttaren Nick Skelton.

### Dressyr
Lag om tre ekipage, samt tre individuella platser:
| Ryttare            | Häst        | Grand Prix | Grand Prix | Grand Prix Freestyle | Grand Prix Freestyle | Placering |
| Ryttare            | Häst        | Poäng      | Placering  | Poäng                | Placering            | Placering |
| ------------------ | ----------- | ---------- | ---------- | -------------------- | -------------------- | --------- |
| Charlotte Dujardin | Imhotep     |            |            |                      |                      |           |
| Lottie Fry         | Glamourdale |            |            |                      |                      |           |
| Carl Hester        | Fame        |            |            |                      |                      |           |

| Ryttare                                   | Häst     | Grand Prix | Grand Prix | Grand Prix Special | Grand Prix Special | Placering |
| Ryttare                                   | Häst     | Poäng      | Placering  | Poäng              | Total poäng        | Placering |
| ----------------------------------------- | -------- | ---------- | ---------- | ------------------ | ------------------ | --------- |
| Charlotte Dujardin Lottie Fry Carl Hester | som ovan |            |            |                    |                    |           |

### Fälttävlan
Lag om tre ekipage, samt tre individuella platser:
| Tävlande        | Häst               | Dressyr | Dressyr   | Terrängbana | Terrängbana | Hoppning | Hoppning  | Hoppning | Hoppning  | Totalt | Totalt    |
| Tävlande        | Häst               | Dressyr | Dressyr   | Terrängbana | Terrängbana | Kval     | Kval      | Final    | Final     | Totalt | Totalt    |
| Tävlande        | Häst               | Straff  | Placering | Straff      | Placering   | Straff   | Placering | Straff   | Placering | Straff | Placering |
| --------------- | ------------------ | ------- | --------- | ----------- | ----------- | -------- | --------- | -------- | --------- | ------ | --------- |
| Rosalind Canter | Lordships Graffalo |         |           |             |             |          |           |          |           |        |           |
| Laura Collett   | London 52          |         |           |             |             |          |           |          |           |        |           |
| Tom McEwen      | JL Dublin          |         |           |             |             |          |           |          |           |        |           |

| Tävlande                                 | Häst     | Dressyr | Dressyr   | Terrängbana | Terrängbana | Hoppning | Hoppning  | Totalt | Totalt    |
| Tävlande                                 | Häst     | Straff  | Placering | Straff      | Placering   | Straff   | Placering | Straff | Placering |
| ---------------------------------------- | -------- | ------- | --------- | ----------- | ----------- | -------- | --------- | ------ | --------- |
| Rosalind Canter Laura Collett Tom McEwen | som ovan |         |           |             |             |          |           |        |           |

### Hoppning
Lag om tre ekipage, samt tre individuella platser:
| Ryttare       | Häst            | Kval   | Kval      | Final  | Final     | Omhoppning | Omhoppning | Omhoppning | Totalt | Totalt | Totalt    |
| Ryttare       | Häst            | Straff | Placering | Straff | Placering | Straff     | Tid        | Placering  | Straff | Tid    | Placering |
| ------------- | --------------- | ------ | --------- | ------ | --------- | ---------- | ---------- | ---------- | ------ | ------ | --------- |
| Scott Brash   | Hello Jefferson |        |           |        |           |            |            |            |        |        |           |
| Harry Charles | Romeo 88        |        |           |        |           |            |            |            |        |        |           |
| Ben Maher     | Point Break     |        |           |        |           |            |            |            |        |        |           |

| Ryttare                             | Häst     | Kval   | Kval      | Final  | Final     | Omhoppning | Omhoppning | Omhoppning | Totalt | Totalt | Totalt    |
| Ryttare                             | Häst     | Straff | Placering | Straff | Placering | Straff     | Tid        | Placering  | Straff | Tid    | Placering |
| ----------------------------------- | -------- | ------ | --------- | ------ | --------- | ---------- | ---------- | ---------- | ------ | ------ | --------- |
| Scott Brash Harry Charles Ben Maher | som ovan |        |           |        |           |            |            |            |        |        |           |